# Prince of Persia
Prince of Persia är ett plattformsspel utgivet av Brøderbund 1989. Spelet gjordes ursprungligen för Apple II men har konverterats till många andra format: Atari ST, Amiga, Commodore 64, Amstrad CPC, Macintosh, DOS, NES, Game Boy, SNES, Sega Master System, Sega Mega Drive, ZX Spectrum och SAM Coupé.

## Handling
Spelets handling är förlagd till Persiska riket. Shahen är på krigståg, och den ondskefulle vesiren Jaffar planerar att tillskansa sig tronen och gifta sig med den vackra prinsessan. Han har fängslat henne och givit henne en timmes ultimatum: giftermål eller döden. Spelaren får i uppdrag att rädda prinsessan innan timmen har förlupit och döda Jaffar.

## Portningar
Spelet släpptes ursprungligen till Apple II 1989, och portades 1990 till Amiga, Atari ST och MS-DOS. 1992 hade konsolmarknaden ökat ordentligt, och versioner av spelet till Master System, Mega CD, NES och Game Boy. Även en version med förbättrad grafik släpptes till Macintosh. En helt omgjord Super NES-version släpptes också 1992, och en Mega Drive-version kom 1993. Spelet portades även till Game Boy Color 1999. Javavarianter till mobiltelefoner började dyka upp under det tidiga 2000-talet. Då spelserien återuppväcktes i och med Prince of Persia: The Sands of Time, lades en upplåsbar version av originalet in i Macintoshversionen av spelet. Även i Gamecubeversionen är det möjligt att låsa upp originalet, genom att koppla ihop det med Game Boy Advance och utföra ett visst uppdrag i Game Boy Advance-versionen.
SAM Coupé-versionen, som släpptes 1992, är unik eftersom den programmerades inofficiellt med hjälp av grafik som kopierats pixel för pixel från Amigaversionen. Även om datorn hade en väldigt liten marknad släpptes konverteringen tack vare dess höga kvalitet, och det faktum att den inte skulle innebära höga utvecklingskostnader. Konverteringen skapades av Chris White, och innehåller ett antal unika buggar.
Versionen för Commodore 64 är, liksom versionen för ZX Spectrum, inofficiell och släpptes 2011. Den bygger på versionen för Apple II.
Super Nintendo-versionen är också unik. Förutom att spelets grafik blivit uppgraderad, har spelet 20 banor istället för originalets 13, och de banor som finns kvar sedan tidigare är förändrade på olika sätt. I spelet finns även bosstrider, där vissa av bossarna inte är vanliga svärdfäktare. Den här versionen utvecklades av NCS och släpptes av Konami.

## Uppföljare
| Titel                                        | Utvecklare            | Plattformar | Först utgivet   |
| -------------------------------------------- | --------------------- | --- | --------------- |
| Prince of Persia                             | Brøderbund            | Apple II, Apple Macintosh, DOS, Amiga, Atari ST, Master System, Mega CD, Game Boy, Game Boy Color, NES, SNES, Sam Coupé, Amstrad CPC, ZX Spectrum, Commodore 64 | 1989            |
| Prince of Persia 2: The Shadow and the Flame | Brøderbund            | Apple Macintosh, MS-DOS, SNES | 1994            |
| Prince of Persia 3D                          | Red Orb Entertainment | Windows, Dreamcast | 1999            |
| Prince of Persia: The Sands of Time          | Ubisoft               | Playstation 2, Gamecube, Xbox, Windows, och Game Boy Advance | 4 november 2003 |
| Prince of Persia: Warrior Within             | Ubisoft               | Playstation 2, Gamecube, Xbox, och Windows | 2 december 2004 |
| Prince of Persia: The Two Thrones            | Ubisoft               | Playstation 2, Gamecube, Xbox, och Windows | 1 december 2005 |
| Prince of Persia: Revelations                | Ubisoft               | Playstation Portable | 6 december 2005 |
| Battles of Prince of Persia                  | Ubisoft               | Nintendo DS | 7 december 2005 |
| Prince of Persia                             | Ubisoft               | Playstation 3, Xbox 360, och Windows | 2 december 2008 |
| Prince of Persia: The Forgotten Sands        | Ubisoft               | Playstation 3, Xbox 360, Wii Playstation Portable, och Windows                                                                                                  | 18 maj 2010     |